# FCAPS
FCAPS — модель Международной организации по стандартизации (ISO), в которой отражены ключевые функции администрирования и управления сетями:
- (F) Fault Management / Управление отказами
- (C) Configuration Management / Управление конфигурацией
- (A) Accounting Management / Учёт
- (P) Performance Management / Управление производительностью
- (S) Security Management / Управление безопасностью

Компоненты Fault решают задачу выявления и устранения сетевых проблем, ведут обработку аварийных сообщений и системных прерываний, опрос элементов сети, тестирование и диагностику.
Средствами Configuration осуществляются мониторинг и контроль аппаратного и программного обеспечения сети и любой их модификации.
Accounting отвечает за распределение и надлежащее использование сетевых ресурсов.
Назначение Performance — представление статистики работы сети в реальном времени, минимизация заторов и узких мест, выявление складывающихся тенденций и планирование ресурсов для будущих нужд.
Security обеспечивает контроль доступа, ведение журналов доступа, защиту от внешних и внутренних нарушителей.